# جيف جوليان
جيف جوليان (بالإنجليزية: Jeff Julian)‏ هو لاعب غولف أمريكي، ولد في 29 يوليو 1961 في بورتلاند في الولايات المتحدة، وتوفي في 15 يوليو 2004 بسبب تصلب جانبي ضموري.

## وصلات خارجية
- جيف جوليان على موقع رابطة لاعبي الغولف المحترفين (الإنجليزية)